# دونا جونز
دونا جونز (بالإنجليزية: Donna Jones)‏ هي مغنية بريطانية، ولدت في 8 أبريل 1949.